# Patrice Lemoine
Patrice Lemoine né le 15 avril 1953  est un claviériste français, né à Marigny[Lequel ?]. Il a joué avec  Catherine Ribeiro + Alpes, Arc, Gong, Isaac Guillory Band et Valérie Lagrange. Il mène maintenant une carrière solo.
Après avoir joué dans Gong, on ne retrouve sa trace que plus tard dans le plus prestigieux studio d'enregistrement de Bois-Colombes, le Bowstudio.
Il est par ailleurs le père de Till Lemoine, guitariste et chanteur du groupe de punk rock Guerilla Poubelle.

## Discographie
- 2000 - Riding My Rocking Clock
- 2000 - Livre de Bord